# Dipoena chathami
Dipoena chathami är en spindelart som beskrevs av Claude Lévi 1953. Dipoena chathami ingår i släktet Dipoena och familjen klotspindlar. Inga underarter finns listade i Catalogue of Life.